# Jutta Niehaus
Judith ("Jutta") Niehaus (Bocholt (Alemanha), 1 de outubro de 1964) é uma ex-ciclista alemã, que participou em duas edições dos Jogos Olímpicos (1988 e 1992), conquistando a medalha de bronze em 1988 na prova de estrada individual.